# Rogity (osada leśna)
Rogity – osada leśna (nadleśnictwo) w Polsce położona w województwie warmińsko-mazurskim, w powiecie braniewskim, w gminie Braniewo.
W latach 1975–1998 miejscowość administracyjnie należała do województwa elbląskiego.